# Guerre colla-inca
Batailles
Bataille d’Ayaviri
La guerre colla-inca oppose, entre 1445 et 1450, les Collas (Kollas) aux Incas. Elle voit l’entrée de l'Empire inca dans l’Altiplano andin. Elle est l'une des premières grandes guerres de l’empereur inca Pachacutec.
L’Empire colla s’étend sur un territoire de plus de 800 000 km2. Les collas ont des domaines sur la côte chilienne, dans le piedmont amazonien et dans les environs d'Arequipa. Cependant, il est probable que plusieurs kurakas (chefs) régionaux, au moins semi-autonomes, ait gouvernés dans le territoire,.
Cette guerre fait suite à la conquête des territoires chancas, et se place dans le contexte d'un conflit remontant à l'Inca Viracocha. Suivant la conquête, cependant, le pouvoir impérial n'est pas bien consolidé car, sous les règnes de Pachacutec et de Tupac Yupanqui, cette région se révolte plusieurs fois.

## Attribution de la conquête
D'après certains chroniqueurs, dont l'Inca Garcilaso de la Vega et Felipe Guaman Poma de Ayala, ce serait Mayta Capac, quatrième Sapa Inca de Cuzco, qui aurait entrepris les conquêtes dans le Collasuyu (une région plus vaste que la chefferie colla) sinon attribuées à Pachacutec. Cependant des sources locales de Charcas et d'autres chroniqueurs coloniaux, qui se fondent probablement sur le récit rapporté par le lignage de Pachacutec, rapportent que c'est une conquête de l'empereur Pachacutec. Selon des fonctionnaires incas du lignage Socso interrogés dans le cadre de la Relation des quipucamayoc, l'intervention du fondateur de leur lignage, Viracocha Inca, dans la région s'apparente à une conquête, une opinion que partage César Itier. L'Inca Garcilaso de la Vega attribue particulièrement la conquête de la chefferie colla au troisième inca Lloque Yupanqui.
Tandis qu'une version de la conquête rapporte que Pachacutec dirige personnellement la conquête, le chroniqueur Pedro Cieza de León estime qu'il envoie deux généraux chankas soumettre le territoire, ne visitant que plus tard les territoires du bassin du lac Titicaca.

## Antécédents
Le premier conflit entre les Incas et les Collas a lieu durant le règne de Viracocha Inca. À cette époque, les Collas et les Lupacas se disputent la domination dans la région. Viracocha, qui a accordé son soutien aux deux puissances, fait en secret une alliance avec Cari, le seigneur de Lupaca. Le seigneur des Collas apprend cette alliance secrète et se dirige vers le territoire Lupaca avant que les Incas n'arrivent. À la suite d'une à Paucarcolla, le souverain Lupaca, Cari, sort vainqueur du conflit. Dans le même temps, Viracocha soumet les peuples Canchis et Canas,. La triple alliance des canas, des incas et des lupacas, dominée par les incas, triomphe sur les collas.
Le conflit ayant pris fin, les incas, qui envisagent initialement de conquérir des territoires collas, se contentent d'une alliance avec Cari. La réunion des deux alliés a lieu à Chucuito, la capitale Lupaca, où ils se jurent une paix éternelle en partageant un qero (vase) de chicha.

## Déroulement

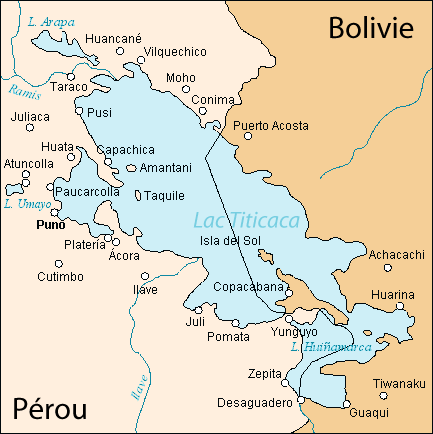
Le lac Titicaca et les villes environnantes au début du XVe siècle. La capitale Colla est Atuncolla (Hatun Colla)

Les causes de la guerre ne sont pas certaines. D’après le chroniqueur et navigateur espagnol Pedro Sarmiento de Gamboa, il s’agit d'une agression Colla, le souverain Colla ayant, selon cet historien, pris le titre de Cápac Inca. Le titre Capac désigne les incas royaux (dits « oreillards ») descendants de Manco Capac, et son adoption peut être vu comme une provocation. L'Inca redoute peut-être une attaque surprise des collas. En revanche, Bernabé Cobo, missionnaire et chroniqueur espagnol, estime que la cause de la guerre est l'entrée des armées incas dans le territoire Colla. L’ethno-historienne María Rostworowski, estime aussi qu'il s’agit d'une agression inca. Selon elle, « on ne peut croire que l'Inca ait pu s'aventurer dans des guerres lointaines sans avoir auparavant conquis Collao ». D'après César Itier, les incas sont peut-être motivés « par une volonté d'exercer un contrôle direct sur cette région productrice de bronze », car ils ont « un besoin croissant d'outils en bronze » pour soutenir leurs conquêtes.
Pedro Cieza de León mentionne une multitude de titres de souverains, ce qui indique, selon l'historienne María Rostworowski, que plusieurs kurakas, ou chefs, se partagent le territoire. De même, l'anthropologue Elizabeth Arkush, se fondant sur des fouilles archéologiques effectuées sur la côte nord du lac Titicaca, estime que la chefferie colla est fracturée politiquement en plusieurs centres de pouvoir régionaux.
Tandis que s'achève la reconstruction du Qoricancha, Pachacutec envoie une armée commandée par Apo Conde Mayta à Lurucache, à la frontière méridionale de l’Empire avec les Collas. Selon Henri Favre, cette guerre et la campagne de Capac Yupanqui dans le Chinchay Suyu ont lieu simultanément. À partir de la chaîne (Sierra) de Vilcanote s’étend le territoire du puissant souverain (apu kuraka) des Collas, Sapana, également appelé Chuchic Capac. À Lurucache, le général inca doit attendre le souverain et espionner Chuchic Capac afin d'avoir connaissance de ses décisions. Pachacutec étant arrivé avec des renforts, les armées incas traversent la Sierra de Vilcanote. Une autre version, soutenue par le chroniqueur colonial Pedro Cieza de León, indique que l'empereur envoie deux généraux Chancas subjuguer la région.
Chuchic Capac, informé de l’invasion Inca, se dirige vers la ville d’Ayaviri (ou Ayawiri) pour attendre l’armée adverse.

## Bataille
Pachacutec envoie alors des émissaires pour faire sa requête réciproque, c’est-à-dire sa demande de facto de soumission dans le cadre du mutualisme des Andes. Le souverain colla répond « qu'il se réjouissait de voir l'Inca lui offrir son allégeance tout comme les autres nations qu'il avait conquises ; mais que si cela n'était pas son intention, alors que sa tête soit préparée, puisqu'il projetait d'y boire pour célébrer la victoire qui serait la sienne s'ils se rencontraient en bataille ». Le jour suivant s'engage la bataille dans les environs d’Ayaviri. Après de longs combats, Pachacutec exhorte vivement ses armées à la victoire. Le chroniqueur espagnol Sarmiento de Gamboa rapporte que Pachacutec s’écrie alors : « Ô Incas de Cuzco ! Victorieux en tous les lieux de la terre ! Comment n’avez-vous pas honte qu’un peuple si inférieur, si inégal dans la guerre, vous égale et vous résiste aussi longtemps ? »,. Les encouragements de Pachacutec enhardissent les soldats incas qui repoussent les forces collas. Chuchic Capac, constatant l’ardeur des armées ennemies, se retire pour atteindre la ville de Pukara. Les Incas poursuivent l'ennemi, et Pachacutec, entouré de sa garde personnelle, effectue une attaque directe contre le souverain colla. Suivant la capture de Chuchic Capac, les armées incas triomphent sur les soldats collas démoralisés.
Après la bataille, Pachacutec se dirige vers Hatun Colla, la capitale des Collas. Il y prolonge son séjour jusqu’à ce que tous les peuples auparavant soumis aux Collas lui rendent allégeance. En apprenant la victoire inca sur leurs anciens ennemis, les Lupacas se soumettent également. Chuchic Capac est exécuté à Cuzco.
D'autres sources estiment que la première expédition contre les chancas n'est pas dirigée par Pachacutec lui-même, qui n'aurait dirigé une expédition qu'après avoir conquis les territoires septentrionaux et de la montaña.

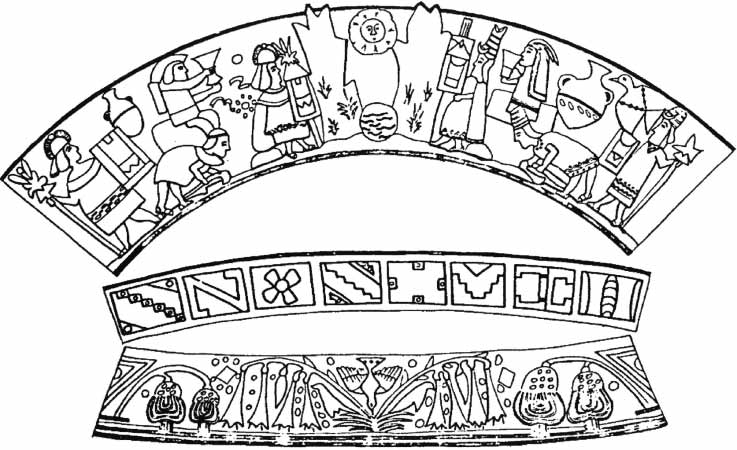
Représentation de la rencontre d'un souverain inca avec le seigneur colla

## Conséquences
La victoire des Incas a pour conséquence directe la consolidation du pouvoir inca et l'augmentation du prestige de Pachacutec. En effet, l'entité Kolla est tout aussi puissante que celle des Incas et elle domine l’Altiplano avant l’arrivée de ces derniers. D'après l'historien français Henri Favre, pendant que Pachacutec vainc les Collas, son frère, Capac Yupanqui, entreprend un raid dans le Chinchay Suyu afin de préparer un coup d'État.
Selon John Howland Rowe, historien nord-américain, Pachacutec n'aurait pas conquis de territoires au-delà de la rivière Desaguadero, tandis que Martti Pärssinen estime qu'il a continué ses conquêtes jusqu'aux environs du lac Poopó.
Cependant le pouvoir inca n'est pas encore consolidé durant les règnes de Pachacutec et de son fils Tupac Yupanqui; à cette époque à notamment lieu une grande révolte pendant l'absence de l'empereur, occupé dans l'Est amazonien. Le soulèvement dans l'altiplano est « une de plusieurs [affaires sérieuses] qui menaçaient périodiquement l'empire ». C'est sous le règne de l'empereur Huayna Capac, quand les peuples de l'altiplano participent à ses guerres au nord de l'empire, que ceux-ci s'intègrent à l'État inca.